# Гара Пири-бек Каджар
Гара Пири-бек Каджар (азерб. Qara Piri bəy Qacar; XV век — 12 ноября 1512, Гиждуван, Государство Шейбанидов) — военный и политический деятель Сефевидской империи, бейлербей Карабаха.

## Биография
Гара Пири-бек Каджар был одним из ранних последователей шаха Исмаила, он также входил в отряд из семерых близких советников шаха, известный как «ахли-ихтисас». В армии Султан Али участвовал в битве против Байсунгура Мирзы. Он сражался в решающей битве при Шаруре в 1501 году против армии правителя Ак-Коюнлу Альвенда, перед которой схватил и убил военачальника Альвенда Осман-бека Мосуллу. Его доблесть в этой битве была такова, что Исмаил даровал ему лакаб «Toz qoparan» («Пыльный вихрь»). Он был назначен бейлербеем Карабахского бейлербейства. Позже Гара Пири-бек участвовал в битве при Алмагулагы и схватил военачальника Султан Мурада Асламаш-бека и казнил по приказу шаха. Гара Пири-бек Каджар погиб в Гиждуванской битве против узбеков 12 ноября 1512 года.